# Папірія Мазонія
Папірія Мазонія (*Papiria Masonia, прибл. 215 до н. е. —прибл. 159 до н. е.) — давньоримська матрона часів Римської республіки.

## Життєпис
Походила з патриціанського роду Папіріїв. Донька Гая Папірія Мазона, консула 231 року до н. е.
Дружина Луція Емілія Павла, консула 182 року до н. е. Народила двох синів, згодом усиновлених у сім'ї Фабіїв Максимів і Корнеліїв Сципіонів. Близько 183 року до н. е. з невідомих причин Емілій Павло розлучився з дружиною. Після цього Папірія жила в обмежених умовах і через бідність ухилялася від святкових виходів до 162 року до н. е., коли молодший син Сципіон Еміліан подарував їй частину своєї спадщини від названої бабусі Емілії Терції. Папірія померла близько 159 року до н. е.

## Родина
Чоловік — Луцій Емілій Павло Македонський
Діти:
- Квінт Фабій Максим Еміліан
- Публій Корнелій Сципіон Еміліан Африканський Молодший
- Емілія Старша
- Емілія Молодша